# DHTMLX
Die DHTMLX Suite (oder dhtmlxSuite) ist eine JavaScript-Programmbibliothek für die Entwicklung dynamischer Webanwendungen mit desktopähnlicher Benutzererfahrung und laden von Daten mithilfe von AJAX. Die Bibliothek wird sowohl unter einer Open-Source-Lizenz als auch einer kommerziellen Lizenz veröffentlicht und wird von der Dinamenta UAB mit Sitz in Vilnius, Litauen entwickelt.
Die modulare Architektur der Bibliothek ermöglicht die Verwendung einzelner Komponenten oder aller Komponenten durch Referenzieren einer einzigen JavaScript-Datei. Die ersten Komponenten, dhtmlxTree und dhtmlxGrid, wurden in den Jahren 2005–2006 veröffentlicht. Später wurde DHTMLX mit anderen Komponenten erweitert, um ein komplettes Toolkit, das die meisten erforderlichen Aspekte der modernen Anwendungsschnittstelle umfasst, zu werden. Als Standalone-Bibliothek in reinem JavaScript und CSS geschrieben, kann DHTMLX nicht mit anderen bekannten JavaScript-Bibliotheken wie jQuery, YUI, Prototype kollidieren.
DHTMLX wird von einigen weltweit-agierenden Software-Unternehmen eingesetzt. So verwendet z. B. SAP das Framework Es gibt eine aktive Benutzergemeinde um das Projekt.

## Merkmale
- Modulstruktur: Jede Komponente ist eine separate und autarke Einheit, die einzeln verwendet werden kann. So können Komponenten wie Navigation, Baumansicht, DataGrid oder Datumsauswahl einzeln in eine Webseite integriert werden.
- Desktop-ähnliche Funktionalität: Drag-and-Drop, Inline-Bearbeitung, Zwischenablage, Datenvalidierung, Interaktivität via Ajax.
- Client-zu-Server-Kommunikation: Die Bibliothek läuft im Webbrowser. Daten werden via XML, JSON mit dem Server ausgetauscht. Dadurch können auf dem Server alle gängigen Technologien eingesetzt werden wie PHP, .Net-Framework, Perl oder Python. Daneben bestehen Server Bibliotheken mit Namen dhtmlxConnector für die folgenden Server Technologien PHP, .NET, ColdFusion und Java.
- Visuelle Designer: DHTMLX kommt mit einem visuellen Designer-Tool, mit dem Entwickler die Web-Anwendung-Schnittstelle in einer visuellen Umgebung erstellen können. Der Formular-Builder bietet eine einfache Möglichkeit, Web-Formulare auf der Basis der dhtmlxForm Komponenten zu erstellen.
- Theming: Mit Hilfe des Online-SkinBuilder, können die notwendigen CSS-Dateien und Bilder einfach vom Entwickler online erstellt werden.
- Touch-Unterstützung: Seit 2014 ist die Touch Unterstützung direkt in die dhtmlxSuite integriert.
- Cross-Browser: die Bibliothek funktioniert mit allen modernen Webbrowsern: Mozilla Firefox, Chrome, Internet Explorer, Opera und Safari.